# 浜幸
株式会社浜幸（はまこう）は高知県高知市大津に本社がある製菓メーカー。高知県内に8店舗を擁している。
はりまや橋の南側、はりまや交差点に「はりまや橋本店ビル」がある。
浜幸のロゴマークは高知城内にある欄間を模したものであり、鯨と黒潮の波をモチーフにしている。

## 沿革
- 1952年（昭和27年） - 創業
- 1957年（昭和32年）10月 - 会社設立
- 1965年（昭和40年）12月 - はりまや橋本店ビルの改築及び現在の主力工場である大津工場の新築を行う
- 1979年（昭和54年）1月 - 大津工場の増改築を行う
- 1994年（平成6年）3月 - リゾートホテル「海辺の果樹園」をオープンする

## 主な製品
- かんざし
- 土佐の日曜市
- バウムクーヘン
- 白花栴檀
- 南風小夏サンド

## 関連会社・施設
- 株式会社手結山観光ホテル
- リゾートホテル海辺の果樹園

## 工場
- 大津工場 - 高知市大津乙695番地1